# Brandi Glanville
 (mai 2015).
Si vous disposez d'ouvrages ou d'articles de référence ou si vous connaissez des sites web de qualité traitant du thème abordé ici, merci de compléter l'article en donnant les références utiles à sa vérifiabilité et en les liant à la section « Notes et références ».
Brandi Glanville (née Brandi Lynn Glanville) est une personnalité de télévision, écrivaine et mannequin américain née le 16 novembre 1972 à Salinas en Californie.

## Biographie
En mai 2001, elle épouse Eddie Cibrian avec qui elle a deux enfants (Mason, né le 8 juin 2003 et Jake, né le 7 avril 2007). Le couple s'est séparé en juillet 2009 après les nombreuses infidélités de l'acteur. Ils divorcent le 24 août 2009.
En 2016, Brandi Glanville annonce être en couple avec la chef Cat Cora (en). Elles se sont rencontrées lors de l'émission culinaire My Kitchen Rules (en).

## Livres et écriture
En février 2013, Glanville a publié un livre avec Leslie Bruce, Drinking and Tweeting: And Other Brandi Blunders, qui est devenu un best-seller n°1 du New York Times. jamais rencontré." Le magazine People a également donné une critique positive au livre en écrivant: "Pourtant aussi folle qu'elle puisse paraître ici (et à la télévision), elle est étrangement racontable, comme quelqu'un avec qui il serait vraiment amusant de prendre un verre." Le deuxième livre de Glanville avec Leslie Bruce, boire et sortir ensemble : PS Social Media Is Ruining Romance a été publié le 11 février 2014. Le livre se concentre sur ses relations et sa vie amoureuse en tant que mère célibataire,.
En 2014, Glanville a écrit une chronique hebdomadaire pour un magazine de célébrités australien NW.

## Filmographie
en tant que candidate de télé-réalité
- 2011 - 2020 : Les Real Housewives de Beverly Hills (saisons 3 à 5 - récurrente saison 2, invitée saisons 6, 9 et 10)
- 2013 : Vanderpump Rules (saison 2, épisode 1)
- 2014 : Les Real Housewives de New York (saison 6, épisode 6)
- 2015 : The Celebrity Apprentice (saison 7 - épisode 1 à 11, virée)
- 2016 : Famously Single (saison 1)
- 2017 : My Kitchen Rules (en)
- 2017 : Marriage Boot Camp: Reality Stars (saison 12)
- 2017 : Celebrity Big Brother (saison 20 - jour 1 à 18, éliminée)
- 2018 : Big Brother : Celebrity Edition (saison 1 - jour 1 à 24, éliminée)
- 2022 : The Real Housewives: Ultimate Girls Trip : Ex-Wives Club (saison 2)
- 2023 : The Traitors (saison 1)

en tant qu'actrice
- 2013 : 90210 Beverly Hills : Nouvelle Génération (90210): Elle-même (saison 5, épisode 17)
- 2014 : Recherche ma mère désespérément (Missing at 17) : Erica
- 2014 : Very Bad Games (The Hungover Games) : Veronica
- 2016 : Sharknado 4 (Sharknado: The 4th Awakens) : Whitney
- 2021 : Bienvenue chez Mamilia (Family Reunion) : Heidi (saison 3, épisode 3)